# 21350 Billgardner
21350 Billgardner è un asteroide della fascia principale. Scoperto nel 1997, presenta un'orbita caratterizzata da un semiasse maggiore pari a 2,7210731 UA e da un'eccentricità di 0,0911097, inclinata di 4,03165° rispetto all'eclittica.